# Roodkopmaki
De roodkopmaki (Eulemur rufus) is een zoogdier uit de familie van de maki's (Lemuridae). De wetenschappelijke naam van de soort werd voor het eerst geldig gepubliceerd door Jean-Baptiste Audebert in 1799. Deze halfapen zijn endemische dieren op het eiland Madagaskar.

## Taxonomie
De wetenschappelijke naam Eulemur rufus werd voor het eerst geldig gepubliceerd in 1799 door Jean-Baptiste Audebert. Later werd de roodkopmaki beschouwd als een van de zes ondersoorten van de bruine maki (Eulemur fulvus) en kreeg het de wetenschappelijke naam Eulemur fulvus rufus. In 2001 kregen al deze ondersoorten de soortstatus. Na DNA-onderzoek werd Eulemur rufifrons in 2002 als aparte soort beschouwd. Voorheen werd de populatie van dit dier dier geklasseerd als E. rufus.

## Beschrijving
Een volwassen roodkopmaki weegt tussen de 2 en 2,75 kilogram en kan een kop-romplengte van 35 tot 48 centimeter. Zijn staart is tussen de 45 en 55 centimeter lang. Ze bewegen zich horizontaal voort over alle vier de poten. Beide seksen hebben een grijs tot grijsbruine staart en bovenzijde en een crèmegrijze onderzijde. Soms zijn de poten donkerbruin. De oren zijn gedeeltelijk in de vacht verborgen en ze hebben oranjerode ogen. Mannetjes en wijfjes verschillen in de tekening van de kop. Bij mannetjes is het gezicht donkergrijs tot zwart van de bek tot het voorhoofd. Boven de ogen heeft het mannetje lichtere plekken en ook de wangen zijn lichtgekleurd. Het gezicht van de wijfjes vertoont minder zwart, van de snuit loopt het zwart door tot tussen de ogen en eindigt in een zwarte streep die naar de kruin loopt. Ook hebben wijfjes minder behaarde wangen dan de mannetjes.

## Leefwijze
De roodkopmaki brengt vrijwel zijn gehele leven door in de bomen, hij komt enkel op de grond om te drinken en om modder te eten. Ze foerageren meestal in gemengde groepen van 8 tot 10 dieren, maar dit aantal kan variëren van 4 tot 18 exemplaren. Roodkopmaki's in een groep communiceren met elkaar door middel van grommen en roepen. Wijfjes zijn, zoals bij alle lemuren, dominant. Dominant gedrag in een groep wordt echter zelden waargenomen. Het dieet van de roodkopmaki bestaat grotendeels uit fruit. Daarnaast eet de roodkopmaki ook bladeren, paddenstoelen en geleedpotigen, met name duizendpoten.

## Verspreiding en leefgebied
De roodkopmaki leeft in regenwouden en droge loofbossen in het noordwesten van Madagaskar.

### Bedreiging
Natuurlijke vijanden van de roodkopmaki zijn de fretkat en roofvogels, zoals de madagaskarhavik en de holenkiekendief. Een andere bedreiging is de vernietiging van zijn leefgebied door zwerflandbouw (slash-and-burn) en illegale houtkap. De status van de roodkopmaki is als 'kwetsbaar' opgenomen op de Rode Lijst van de IUCN.